# Jan Chmura
Jan Chmura (ur. 1949 w Dąbrowie Tarnowskiej) – polski profesor nauk o kulturze fizycznej, specjalizujący się w fizjologii, fizjologii wysiłku fizycznego oraz teorii sportu.

## Życiorys
W 1976 r. ukończył Akademię Akademię Wychowania Fizycznego we Wrocławiu, gdzie w 1986 roku uzyskał stopień doktora, a w roku 1995 - doktora habilitowanego nauk o kulturze fizycznej. Wieloletni współpracownik Instytutu Centrum Medycyny Doświadczalnej i Klinicznej w Polskiej Akademii Nauk w Warszawie. Od 2001 roku profesor zwyczajny nauk o kulturze fizycznej. W latach 1996–1999 Dziekan Wydziału Wychowania Fizycznego Akademii Wychowania Fizycznego w Katowicach. W latach 2000–2002 członek Sekcji Wychowania Fizycznego Rady głównej Szkolnictwa Wyższego. Specjalista z zakresu metodologii i fizjologii wysiłku fizycznego i teorii sportu, autor ponad 200 prac naukowych i popularnonaukowych w tej dziedzinie, w tym monografii "Szybkość w piłce nożnej", "Rozgrzewka - Podstawy fizjologiczne i zastosowanie praktyczne". Profesor Chmura jest również autorem pojęcia "Próg psychomotoryczny zmęczenia" Posiada uprawnienia trenera pierwszej klasy w piłce nożnej. Współpracował z wieloma klubami piłkarskimi w Polsce, m.in. z Cracovią, Odrą Wodzisław, Górnikiem Zabrze, Zagłębiem Lubin i GKS Bełchatów. Był doradcą selekcjonera reprezentacji Polski Czesława Michniewicza ds. przygotowania fizycznego. Jest zdobywcą Korony Maratonów Polskich oraz Korony Maratonów Ziemi.

## Odznaczenia
- Złoty Krzyż Zasługi: 2000
- Odznaka „Zasłużony Działacz Kultury Fizycznej”: 1986
- Odznaka Honorowa Zasłużony dla Województwa Dolnośląskiego: 2017
- Zasłużony dla Wrocławia Merito de Wratislavia: 2018
- Zasłużony dla Województwa Jeleniogórskiego (1986)
- Order Świętego Stanisława: 2008
- Honorowy Obywatel Strzegomia: 2012
- Honorowy Obywatel Dąbrowy Tarnowskiej: 2021